# Batalla de Mazatlán (1864)
Batallas de la Cordeliere en Mazatlán son las batallas que tuvieron lugar en la Bahía de Puerto Viejo de Mazatlán, Sinaloa durante la Segunda Intervención Francesa.
La Cordelière era una corbeta de veintidós cañones, que había sido botada el año 1850 y que fue retirada del servicio en 1876.

## Antecedentes
En mayo de 1862 la corbeta francesa La Bayonnaise, comandada por el Vicealmirante Edmond Jurien de La Gravière llegó a Mazatlán y pocos días después inició el bloqueo del puerto, el cual duró hasta el 18 de junio. En marzo de 1864 La Cordelière capturó en las aguas de Nayarit un barco de bandera mexicana que provenía de San Francisco, California, y que llevaba cartas dirigidas al presidente Benito Juárez.

## Llegada de La Cordelière
El 5 de noviembre de 1864 el Emperador Maximiliano autorizó al Ejército Francés el bloqueo de Mazatlán. Sin embargo, el día 24 de marzo de ese mismo año La Cordelière, comandada por el Capitán Henri Martineau des Chesnez, llegó a Mazatlán y ancló al poniente de la isla de Venados.
El día 26 un bote de reconocimiento bajó del buque francés, pero al acercarse a aproximadamente 400 metros de tierra fue descubierto por soldados mexicanos quienes lo atacaron con un cañón ligero. El fuego fue respondido por los franceses con un cañón Howitzer. Al finalizar la escaramuza el bote no sufrió daño alguno, mientras que en tierra los mexicanos reportaron varios heridos debido a la explosión de unos cartuchos que fueron alcanzados por los disparos de los franceses.

## Intento de desembarque
El día 28 de marzo desde las cercanías de isla de Venados, La Cordelière desplegó catorce lanchas de desembarco. En tierra ya les esperaba el ejército mexicano al mando del coronel Gaspar Sánchez Ochoa y del capitán Marcial Benítez. Las lanchas francesas avanzaron hasta una legua de la playa y comenzaron a disparar contra los mexicanos, fuego que fue respondido por Marcial Benítez, quien se auxiliaba de seis obuses. Entonces once de las lanchas invasoras recibieron órdenes de dirigirse hacia la playa, donde lograron desembarcar a sus hombres. Ante esto el capitán Marcial Benítez permaneció atacando las tres lanchas en el mar, mientras que el coronel Sánchez Ochoa y sus hombres atacaron a los franceses que ya se encontraban en la playa. Luego de unos minutos de fuego los franceses se vieron obligados a huir hacia La Cordelière, llevando sus muertos y heridos.
El resultado de este intento de desembarque fue de varios muertos y heridos por parte de los invasores franceses, y tres heridos y un muerto por parte de los mexicanos.

## El bombardeo
Luego de la derrota sufrida al intentar desembarcar, a las dos de la tarde del día 31 siguiente La Cordelière inició el bombardeo al cuartel. El ejército mexicano repelió el ataque, dirigido por el coronel Gaspar Sánchez Ochoa. Al caer el sol el buque francés había disparado entre 300 y 400 veces, mientras que los mexicanos habían disparado 158 veces. 
Al término de este combate, los mexicanos tuvieron varios heridos, mientras que La Cordelière recibió cinco balas de cañón en el casco.